# Laboratoire d'anthropologie des institutions et des organisations sociales
Ne pas confondre le LAIOS avec Laïos, roi mythologique de Thèbes.
Le Laboratoire d'anthropologie des institutions et des organisations sociales, ou LAIOS, est un laboratoire de recherche en anthropologie français affilié à l'École des hautes études en sciences sociales et au Centre national de la recherche scientifique. Créé en 1995, il constitue l'une des quatre équipes de l'Institut interdisciplinaire d'anthropologie du contemporain, lequel forme l'unité mixte de recherche 8177. Il étudie en particulier, comme son nom l'indique, l'anthropologie des institutions. Installé à la Fondation Maison des sciences de l'homme, au 54 boulevard Raspail, à Paris, il est dirigé par Marc Abélès.

## Quelques membres

### Membres à part entière
- Marc Abélès[2], directeur.
- Pierre Bouvier[2].

### Membres associés
- Christian Ghasarian[3].
- Patrick Baudry[3].